# Голд-Маунтен (Каліфорнія)
Голд-Маунтен (англ. Gold Mountain) — переписна місцевість (CDP) в США, в окрузі Плумас штату Каліфорнія. Населення — 73 особи (2020).

## Географія
Голд-Маунтен розташований за координатами 39°45′41″ пн. ш. 120°31′9″ зх. д. / 39.76139° пн. ш. 120.51917° зх. д. (39.761316, -120.519058).  За даними Бюро перепису населення США в 2010 році переписна місцевість мала площу 15,77 км², уся площа — суходіл.

## Демографія
Згідно з переписом 2010 року, у переписній місцевості мешкало 80 осіб у 41 домогосподарстві у складі 33 родин. Густота населення становила 5 осіб/км².  Було 87 помешкань (6/км²).
Расовий склад населення:
| - 97,5 % — білих - 1,3 % — корінних американців |

До двох чи більше рас належало 1,3 %. Частка іспаномовних становила 0,0 % від усіх жителів.
За віковим діапазоном населення розподілялося таким чином: 2,5 % — особи молодші 18 років, 55,0 % — особи у віці 18—64 років, 42,5 % — особи у віці 65 років та старші. Медіана віку мешканця становила 63,7 року. На 100 осіб жіночої статі у переписній місцевості припадало 110,5 чоловіків;  на 100 жінок у віці від 18 років та старших — 110,8 чоловіків також старших 18 років.
Цивільне працевлаштоване населення становило 0 осіб. 